# Język lahnda

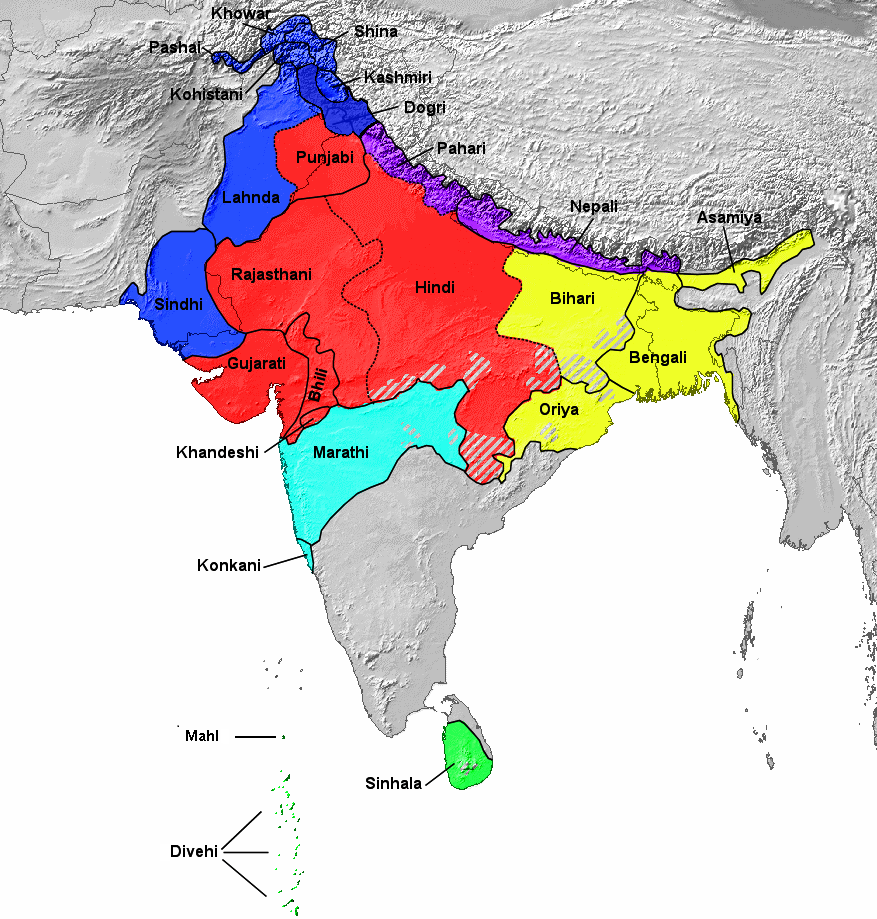
Zasięg i klasyfikacja języka lahnda

Język lahnda – makrojęzyk obejmujący szereg spokrewnionych języków i dialektów, używanych głównie w Pakistanie. Największym z nich jest język zachodniopendżabski, którym posługuje się ponad 60 mln osób. Niekiedy termin lahnda używany jest jako synonim języka zachodniopendżabskiego. Według „Ethnologue Languages of the World” jest na 12 miejscu w rankingu najpowszechniejszych języków świata.

## Języki i dialekty wchodzące w skład makrojęzyka lahnda
- hindko północny hno (Pakistan)
- hindko południowy hnd (Pakistan)
- jakati jat (Afganistan)
- khetrani xhe (Pakistan)
- pahari-potwari phr (Pakistan)
- pandźabi-mirpuri pmu (Indie)
- saraiki skr (Pakistan)
- zachodniopendżabski pnb (Pakistan)